# Viborada
Santa Viborada de Saint Gall (también Wiborada, Guiborat o Weibrath) (f. 926) fue una miembro de la nobleza suaba en la actual Suiza. Fue anacoreta, monja benedictina y mártir, así como la primera mujer formalmente canonizada en la Iglesia católica. Su vita fue escrita en 1075 por Herimannus, un monje de Saint Gall.

## Biografía
Viborada nació en una noble familia en Suabia. Después de la muerte de sus padres se unió junto a su hermano Hatto a la abadía benedictina de San Galo. Allí empezó como tejedora y a encuadernar los muchos libros de la gran biblioteca de la abadía.
Viborada se estableció en el monasterio, y le enseñó latín a su hermano Hatto para que pudiera cantar el Oficio Divino. También invitaban a su casa a los enfermos, donde los sanaban. En una peregrinación a Roma Hatto se decide por convertirse en monje de la abadía, una decisión que Viborada apoyaría. 
Poco después, Viborada sería acusada de algún tipo de infracción grave o delito, y fue sometida a la práctica medieval de la ordalía para demostrar su inocencia. Aunque fue exonerada, la vergüenza influyó en su decisión siguiente: retirarse del mundo y convertirse en una asceta.
Cuando ella solicitó al obispado convertirse en anacoreta, el obispo Salomón de Constanza le pidió que le acompañara hasta el monasterio de San Galo. El eclesiástico convenció a la santa a que se quedase en una celda junto a la iglesia de San Georgen cerca del monasterio, donde permaneció durante cuatro años antes de trasladarse a una celda contigua a la iglesia de Magnus de Füssen. Viborada se hizo famosa por su austeridad, y se dice que tenía dones proféticos y de sanación. Una mujer llamada Raquilde, a quien Viborada había curado de una enfermedad, se unió a ella como anacoreta. También a un joven estudiante en San Galo, Ulrico de Augsburgo, que visitaba a Viborada a menudo, le habría augurado su nombramiento al obispado de Augsburgo. 

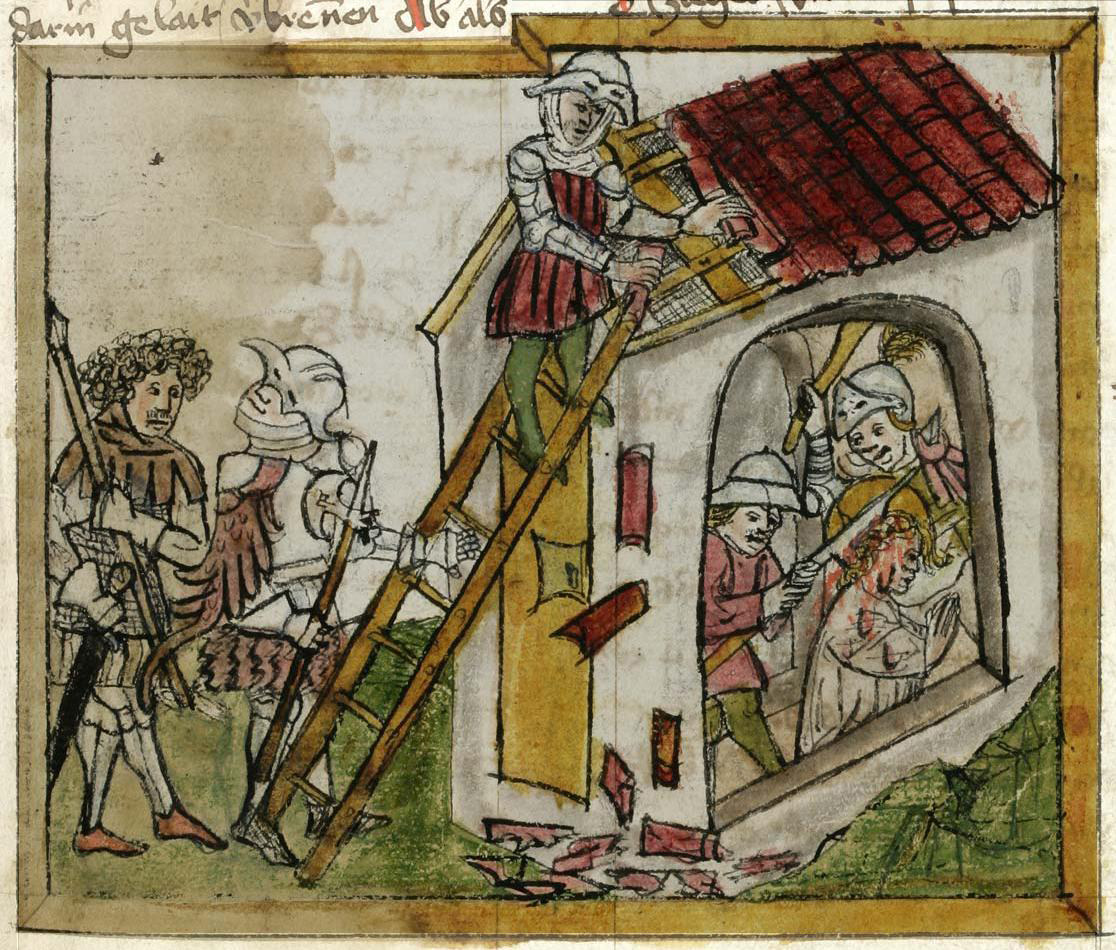
El Martirio de Santa Viborada, c. 1451.

### Martirio y muerte
El final de Viborada fue violento y dramático. En 925, predijo la invasión húngara en su región. Advirtió a los sacerdotes y religiosos de San Galo y de Saint Magnus que escondieran los libros y el vino y que escaparan a las cuevas cercanas a las montañas. El abad Engilberto intentó convencer a Wilborada para que escapara también, pero ella insistió en quedarse para rezar por los habitantes de la ciudad. 
Cuando las razzias magiares llegaron a San Galo, quemaron Saint Magnus y rompieron el techo de la celda de Viborada. Allí la encontraron los invasores, rezando de rodillas, y le clavaron una hacha en el cráneo y la dejaron morir. Su compañera Raquilde no murió y vivió otros veintiún años.

## Veneración
Santa Viborada fue la primera mujer formalmente canonizada en la Iglesia católica, por el papa Clemente II en 1047. Su festividad es el 2 de mayo. En Suiza, Viborada está considerada la patrona de las bibliotecas y los bibliotecarios. En el arte, se la representa cogiendo un libro, para significar los libros que ella salvó y un hacha, que simboliza la manera como murió. 